# Otto Paju
Otto Paju, född 11 maj 1926 i Rakvere, Estland, död 26 februari 2016, var en estnisk-svensk grafiker och reklamtecknare.
Han var son till hemmansägaren Toomas Paju och Liidi Saapar och från 1957 gift med Ingrid Laanemäl. Paju studerade vid Konstfackskolan i Stockholm 1947-1953 och grafik för Harald Sallberg vid Konsthögskolan 1951-1953 samt för Chrix Dahl på Statens Kunstakademi i Oslo 1954-1955. Separat ställde han ut i Saltsjöbaden. Hans konst består av symboliskt naivistiska kompositioner i träsnitt, torrnål, akvatint, etsning eller litografi. Som illustratör illustrerade han bibliofilupplagan av Kalju Lepiks bok Kantat för flöjt och änglakör, en ABC-bok på estniska samt en bilderbok efter H.C. Andersens saga Den ståndaktige tennsoldaten.